# Loganair
Loganair — британская региональная авиакомпания, базирующаяся в аэропорту Глазго. Кроме Глазго, Loganair также имеет базы в Эдинбурге, Инвернессе, Данди, Абердине и Норидже. Авиакомпания имеет разрешение на перевозку пассажиров, грузов и почты на самолётах с 20 и более местами.

## Направления
На сентябрь 2019 Loganair летает в 44 аэропорта в Великобритании, на Нормандских островах, на острове Мэн, в Ирландии и Европе. Loganair совершает самый короткий регулярный коммерческий рейс в мире между аэропортами Уэстрей и Папа-Уэстрей (расстояние между аэропортами 2.7 км).

### Код-шеринг соглашения
Loganair имеет код-шеринг соглашения с данными авиакомпаниями (на октябрь 2019):
- British Airways
- Flybe

### Интерлайн-соглашения
Loganair имеет интерлайн-соглашения с данными авиакомпаниями:
- Air France
- Emirates
- KLM
- Qatar Airways
- Turkish Airlines
- United Airlines
- Widerøe

## Флот

### Нынешний парк самолётов
На январь 2020, флот Loganair состоит из следующих самолётов:
| Самолёт                                  | В эксплуатации | Заказы | Пассажиры | Заметки                                                |
| ---------------------------------------- | -------------- | ------ | --------- | ------------------------------------------------------ |
| ATR 42-500                               | 1              | 19     | 48        | 1 самолёт сдан в аренду с обслуживанием BA Cityflyer   |
| ATR 72-600                               | 1              | 1      | 70        | 2 бывших Flybe/SAS приобретены в январе 2020           |
| Britten-Norman Islander                  | 2              | —      | 8         |                                                        |
| de Havilland Canada DHC-6-310 Twin Otter | 1              | —      | 19        |                                                        |
| Viking Air DHC-6-400 Twin Otter          | 2              | —      | 19        | Управляется от лица Шотландского правительства         |
| Embraer ERJ-135                          | 4              | —      | 37        |                                                        |
| Embraer ERJ-145                          | 13             | —      | 49        |                                                        |
| Saab 340B                                | 13             | —      | 34        | Один зарегистрирован в Эстонии, арендованный от NyxAir |
| Saab 2000                                | 2              | —      | 50        | Будут выведены из эксплуатации в начале 2020           |
| Грузовой флот                            |                |        |           |                                                        |
| ATR 72-500                               | 1              | —      | Грузовой  |                                                        |
| Saab 340AF                               | 2              | —      | Грузовой  |                                                        |
| Saab 340BF                               | 2              | —      | Грузовой  |                                                        |
| Всего                                    | 44             | 21     |           |                                                        |

### Развитие флота
В июне 2018 были анонсированы планы Loganair добавить по крайней мере ещё два самолёта типа Embraer ERJ-145 к началу лета 2019. Самолёты перешли к Loganair из обанкротившейся Flybmi.
Loganair планирует ввести электрические самолёты для полётов на Оркнейские острова до 2021 из-за близкого расстояния между островами.
В апреле 2019 Loganair вывела из эксплуатации самолёты типа Dornier 328 для упрощения флота.

## Авиационные происшествия и инциденты
По данным с сайта Aviation Safety Network на самолетах Loganair погибло 6 человек.
| Дата       | Воздушное судно              | Бортовой номер | Место                       | Жертвы | Описание |
| ---------- | ---------------------------- | -------------- | --------------------------- | ------ | --- |
| 12.06.1986 | De Havilland Canada DHC-6    | G-BGPC         | Айлей                       | 1/16   | Врезался в холм во время визуального захода на посадку в неподходящих метеорологических условиях. Несмотря на это, погиб всего лишь один человек. |
| 19.05.1996 | Britten-Norman BN-2 Islander | G-BEDZ         | Около аэропорта Леруика     | 1/3    | Во время повторного захода на посадку столкнулся с покрытой травой пологой местностью.                                                            |
| 27.02.2001 | Short 360                    | G-BNMT         | близ Эдинбурга              | 2/2    | Отказ обоих двигателей и последующее падение в воду.                                                                                              |
| 15.03.2005 | Britten-Norman BN-2 Islander | G-BOMG         | Около аэропорта Кэмпбелтаун | 2/2    | Снизился ниже минимальной высоты и столкнулся с морем.                                                                                            |
| 15.12.2014 | Saab 2000                    | G-LGNO         | Около аэропорта Самборо     | 0/33   | Во время захода на посадку самолёт потерял управление после попадания молнии и перешёл в пикирование. Совершил аварийную посадку.                 |
| 02.02.2015 | Saab 340B                    | G-LGNL         | Сторновей (аэропорт)        | 0/29   | Выкатился за пределы полосы во время взлета. |